# آيت علي أو حدو (آيت حماموش)
آيت علي أو حدو هو دُوَّار يقع بجماعة بوشاوون، إقليم فكيك، جهة الشرق في المملكة المغربية. ينتمي الدوّار لمشيخة آيت حماموش التي تضم 3 دواوير. يقدر عدد سكانه بـ 747 نسمة حسب الإحصاء الرسمي للسكان والسكنى لسنة 2004.

## وصلات خارجية
- البوابة الوطنية للجماعات الترابية
- المندوبية السامية للتخطيط